# Leonardo Gonçalves Silva
Leonardo Gonçalves Silva, mais conhecido apenas como Leonardo (Nova Lima, 26 de Outubro de 1982), é um ex-futebolista brasileiro que atuava como atacante.

## Carreira
Leonardo começou a jogar futebol no Villa Nova, time de Nova Lima, sua cidade natal. Em seguida, teve passagens por Criciúma, Vitória e Paraná. 
Conseguindo um certo destaque no Paraná, em 2006, acabou sendo contratado pelo Flamengo. Contudo, não se firmou no elenco rubro-negro e, terminado seu empréstimo, retornou ao Paraná, jogando pouco devido a lesões e sendo apelidado pela torcida de "Lesionardo". Retornou ao Avaí por empréstimo até o final de 2009.
Em 2010 chegou, por empréstimo, ao Coritiba e, após uma boa campanha na Série B do Campeonato Brasileiro de 2010, o Coritiba adquiriu 50% dos direitos do atacante.
Em fevereiro de 2012, o atleta foi emprestado pelo período de 4 meses ao Guangzhou R&F, da China.

### Atlético Mineiro
No dia 20 de agosto de 2012, Leonardo foi contratado pelo Atlético Mineiro. O jogador chegou como reposição para a saída do atacante André, emprestado ao Santos. O Atlético Mineiro comprou 50% dos direitos econômicos do atacante por valores não divulgados. A outra metade dos direitos de Leonardo pertence à LA Sports, do empresário Luiz Alberto de Oliveira. Leonardo assinou um contrato com duração de 3 anos com o Galo.
Leonardo fez sua estreia pelo clube no dia 29 de agosto, contra a Ponte Preta, em partida válida pelo Campeonato Brasileiro, entrando no segundo tempo no lugar do atacante titular Jô. Porém, o jogador não conseguiu marcar e evitar o empate por 2 a 2. No dia 12 de setembro, Leonardo fez seu primeiro gol com a camisa do Galo. Aproveitando cruzamento de Bernard, o atacante escorou de cabeça para as redes e garantiu a vitória do Atlético Mineiro sobre o São Paulo por 1 a 0. No dia 14 de outubro de 2012, contra o Sport, Leonardo entrou no lugar de Jô que saiu machucado e fez os dois gols que garantiram a virada do Atlético sobre o time pernambucano.
No dia 31 de outubro de 2012, Leonardo entrou no lugar de Guilherme para marcar o gol de empate contra o Flamengo.
Garantindo seu quarto gol com o Atlético no Brasileirão 

### Vasco da Gama
Em 19 de dezembro de 2012 é anunciada sua transferência ao Vasco da Gama por empréstimo de 1 ano. No dia 26 de janeiro de 2013, faz seu jogo de estreia contra o Resende, dá uma assistência para o gol de Bernardo e também faz um dos gols na vitória do Vasco da Gama por 4 a 2.

### Sport
No dia 28 de fevereiro de 2014, foi anunciada sua transferência ao Sport emprestado até o fim do ano.

## Títulos
Vitória
- Campeão Baiano - 2004, 2005

Paraná
- Campeão Paranaense - 2006

Flamengo
- Campeão Carioca - 2007

Avaí
- Campeonato Catarinense - 2010

Coritiba
- Campeonato Brasileiro da Série B - 2010[12]
- Campeonato Paranaense - 2011

Sport
- Copa do Nordeste: 2014
- Campeonato Pernambucano: 2014

### Artilharias
Avaí
- Copa da Hora: 2010 (2 gols)

## Estatísticas
Última atualização: 26 de outubro de 2015.
| Clube            | Ano   | Jogos | Gols |
| ---------------- | ----- | ----- | ---- |
| Avaí             | 2009  | 13    | 3    |
| Avaí             | 2010  | 25    | 11   |
| Coritiba         | 2010  | 20    | 8    |
| Coritiba         | 2011  | 40    | 8    |
| Coritiba         | 2012  | 9     | 3    |
| Atlético Mineiro | 2012  | 13    | 4    |
| Vasco da Gama    | 2013  | 5     | 1    |
| Ponte Preta      | 2013  | 14    | 5    |
| Sport            | 2014  | 10    | 2    |
| Atlético Mineiro | 2015- | 0     | 1    |